# 나카노 타이가
나카노 타이가(일본어: 仲野 太賀, 1993년 2월 7일 ~ )는 일본의 배우로, 도쿄도 스기나미구 아사가야 출신허, 스타더스트 프로모션을 소속했다. 아버지는 배우 나카노 히데오이다.

## 출연

### 텔레비전 드라마
- 도요토미 형제! (2026년) - 도요토미 히데나가 역

### 영화
- 4월이 되면 그녀는 (2024년) - 타스쿠 역